# ایمنس
ایمنس (به هلندی: Eemnes) یک منطقهٔ مسکونی در هلند است که در استان اوترخت واقع شده‌است. ایمنس ۱ متر بالاتر از سطح دریا واقع شده‌است.